# Foxboro Stadium
 (avril 2025).
Si vous disposez d'ouvrages ou d'articles de référence ou si vous connaissez des sites web de qualité traitant du thème abordé ici, merci de compléter l'article en donnant les références utiles à sa vérifiabilité et en les liant à la section « Notes et références ».
Le Foxboro Stadium (anciennement Schaefer Stadium et Sullivan Stadium) était un stade de football américain de 60 292 places et 42 suites de luxe situé à Foxborough,en banlieue de Boston, dans le Massachusetts. C'était le stade des Patriots de la Nouvelle-Angleterre (NFL), du Revolution de la Nouvelle-Angleterre (MLS) et des Tea Men de la Nouvelle-Angleterre (NASL). Il fut inauguré le 15 août 1971 et son coût de construction était de $7,1 millions USD. Le Foxboro Stadium fut démoli en 2001 pour laisser place au Gillette Stadium.
Le stade a accueilli six matchs de la Coupe du monde de football de 1994 et cinq de la Coupe du monde de football féminin 1999.

## Événements
- WWF King of the Ring, 8 juillet 1985
- WWF King of the Ring, 14 juillet 1986
- Concert de Madonna (Who's That Girl Tour), 9 juillet 1987
- Coupe du monde de football de 1994
- Drum Corps International World Championship, 1994
- MLS Cup, 20 octobre 1996
- Coupe du monde de football féminin 1999
- MLS Cup, 21 novembre 1999